# The Big Punch
The Big Punch is een Amerikaanse western uit 1921 onder regie van John Ford. De film werd destijds in Nederland uitgebracht onder de titel De genadeslag.

## Verhaal
De student Buck komt bij vergissing in de gevangenis terecht. De misdaad waarvoor hij ten onrechte werd veroordeeld, werd eigenlijk gepleegd door zijn broer Jed. Na zijn vrijlating raakt Buck bevriend met Heilssoldate Hope Standish. Samen trachten zij Jed weer op het rechte pad te brengen.

## Rolverdeling
| Acteur           | Personage       |
| ---------------- | --------------- |
| Buck Jones       | Buck            |
| Barbara Bedford  | Hope Standish   |
| Jack Curtis      | Jed             |
| George Siegmann  | Flash McGraw    |
| Jack McDonald    | Vriend van Jed  |
| Al Fremont       | Vriend van Jed  |
| Jennie Lee       | Moeder van Buck |
| Edgar Jones      | Sheriff         |
| Irene Hunt       | Danseres        |
| Eleanore Gilmore |                 |